# 前669年5月27日日食
前664年8月28日日食是一次全食帶起於亞洲印度西南沿海，經過緬甸、中國東南、韓國、日本，最終結束於太平洋夏威夷北面的日環食。

## 文獻記錄
中國儒家經典《春秋經》記載，春秋時期魯莊公二十五年，「六月，辛未朔，日有食之」，經後人推算，西元前669年5月27日中國時區上午10點12分，曾發生一次日環食，魯國國都曲阜可見食分0.89。

## 基本參數
- 類型：環食

- 沙羅周期序號：46
- 日期：前669年5月27日（儒略曆）
- 時間：8時21分30秒 (UTC)
- 地點：北緯37.5°，東經131.7°
- 食分：0.9510
- 太陽高度：72°
- 月球本影路經寬度：189公里
- 全食持續時間：5分35秒

### 注腳
1. ↑  . NASA.   [2009-08-11]. （原始内容存档于2015-04-25） （英语）.
2. ↑  .   [2019-04-07]. （原始内容存档于2021-12-19）.

### 其他參考
- 胡鐵珠《大衍曆交食計算精度》

| \| \| 日食 \|                              |                               |                                             |
| 上一次日食： 前670年12月2日日食 （日全食） | 前669年5月27日日食 （日環食） | 下一次日食： 前669年11月20日日食 （日全食） |
| 上一次日環食： 前671年1月21日日食          | 前669年5月27日日食 （日環食） | 下一次日環食： 前668年5月16日日食           |
|                                            | 日食                          |                                             |